# Vassako
Vassako est une des trois communes de la préfecture de Bamingui-Bangoran en République centrafricaine. La principale localité est Bamingui, chef-lieu de sous-préfecture.

## Géographie
La commune de Vassako est située à l’est de la préfecture de Bamingui-Bangoran. La plupart des villages sont localisés sur l’axe Mbrès – Bamingui – Ndélé, route nationale RN8.
| Tchad     | Dar El Kouti |             |
| Nana-Outa | Vassako      | Mbolo-Pata  |
|           | Mbrès        | Koudou-Bégo |

## Villages
Les principaux villages de la commune sont : Bamingui et Kotissako.
La commune compte 25 villages en zone rurale recensés en 2003 : Adoum-Mindou, Bako Lekpa, Balouba, Bamingui 1, Bamingui 2, Bangoran, Bissingou 1, Bissingou 2, Boumballa, Dakpamindou, Dangavo, Digba, Doungouyangou, Kaga-Nze, Kaka, Kotissako, Kovongo-Mea, Mbengou, Mea-Fondo, Ngoussoua, Ngouwassa, Niango 1, Niango 2, Vata, Yamballa.
Elle comprend entre autres les villages de :
| - Ancien Village de Gara - Ancien Village Ngouassa - Balouba Yakandjia - Bandeve - Bingou - Boufoura - Dangou Badouma - Elle |  |  | - Grand Elan - Koukourou - Koutessako - Kouya Koundou - Kovongo Mia - Maikaba - Nianga Bitibanda |  |  | - Niango Amane - Sakoumba - Yambala Koudouvele - Yangou Birolo - Yangou Gala - Yangou Gongo - Yangoulika - Yombo |

## Éducation
La commune compte 8 écoles : Sous-préfectorale à Bamingui, Mbengou, Balouba, Niango, Vata, Bangoran, Kotissako et Yambala Koudouvele.